# Guill Serpenti
Wilhelmus Hubertus (Guill, Guillaume, Giel) Serpenti (Sint Pieter, 27 maart 1906 – Maastricht, 22 juni 1982) was een Nederlands kunstenaar en industrieel ontwerper.
In 1920 trad hij in dienst van de Maastrichtse aardewerkfabriek de Sphinx. Naast het werk in de fabriek hield hij zich bezig met tekenen en schilderen.
Op de Middelbare Kunstnijverheidsschool van Maastricht genoot hij onderwijs van ervaren leermeesters als Jos Postmes, Paul Windhausen, Henri Jonas, Charles Vos en Edmond Bellefroid. Privé-lessen volgde hij bij Edmond Bellefroid en graveur Hub Levigne. 
In 1937 kalligrafeerde hij het programma b.g.v. het huwelijk van Prinses Juliana en Prins Bernhard.
In 1948 werd hij benoemd tot hoofd van de afdeling handschilders bij de Sphinx. De directie verleende hem de opdracht een schildersatelier op te zetten. Hij werd leermeester en droeg zorg voor de opleiding van decorateurs en ontwerpers waaronder Charles Eyck en Paul Eurlings. Guill Serpenti was een van de ontwerpers van het beroemde Boerenbont nr. 15 en kon zijn signatuur verbinden aan tal van andere serviezen, onder andere bestemd voor het Nederlandse en Belgische Koninklijk Huis.
In 1960 ontving hij ter gelegenheid van zijn 40-jarige dienstjubileum bij de Sphinx de gouden eremedaille van de Orde van Oranje Nassau. In hetzelfde jaar werd er een eretentoonstelling gehouden in het Bonnefantenmuseum te Maastricht.
In 1971 kreeg hij het stedelijk onderscheidingsboek “Hospiti” van de stad Maastricht. 
Op de plek waar vroeger de Maastrichtse aardewerkfabriek Société Céramique stond, ligt nu de moderne nieuwbouw wijk Céramique. Guill Serpenti werd er geëerd met een straat, gelegen naast het Bonnefantenmuseum, de Serpentilunet.
- Biografisch Portaal: 42894670
- International Standard Name Identifier: 0000 0003 8937 6188
- Nederlandse Thesaurus van Auteursnamen: 07243466X
- RKD-Nederlands Instituut voor Kunstgeschiedenis: 72022
- Virtual International Authority File: 282756278
- WorldCat: E39PBJwX7dBbtpxCC3YtxfBdcP